# Jacek Włodarczyk
Jacek Walenty Włodarczyk (ur. 24 grudnia 1940 w Rudzie, zm. 22 grudnia 2019) – polski architekt, prof. dr hab. inż. arch.

## Życiorys
Studiował architekturę i urbanistykę na Politechnice Wrocławskiej, 25 listopada 1974 obronił pracę doktorską Koncepcja mieszkań dla osób starszych w warunkach GOP, w 1992 habilitował się na podstawie dorobku naukowego i pracy zatytułowanej Czynnik czasu w kształtowaniu nowych zespołów mieszkaniowych. 21 października 2003 nadano mu tytuł profesora w zakresie nauk technicznych.
Objął funkcję profesora zwyczajnego w Instytucie Architektury Państwowej Wyższej Szkole Zawodowej w Raciborzu, w Instytucie Architektury i Urbanistyki Państwowej Wyższej Szkole Zawodowej w Nysie, a także w Katedrze Projektowania i Nowych Technologii w Architekturze na Wydziale Architektury Politechniki Śląskiej.
Był dyrektorem Instytutu Architektury w Państwowej Wyższej Szkole Zawodowej w Nysie oraz kierownikiem Katedry Projektowania i Nowych Technologii w Architekturze Wydziału Architektury Politechniki Śląskiej.
Pochowany na cmentarzu w Rudzie Śląskiej.

## Odznaczenia
- 2005: Złoty Krzyż Zasługi[3][1]
- 1997: Srebrny Krzyż Zasługi[4]
- 2004: Medal Komisji Edukacji Narodowej[1]